# Блессинг, Дональд
Дональд Франклин «Дон» Блессинг (англ. Donald Franklin "Don" Blessing; 26 декабря 1905, Холлистер, Калифорния — 4 июля 2000, Тибьюрон, Калифорния) — американский гребной рулевой, выступавший за сборную США по академической гребле в конце 1920-х годов. Чемпион летних Олимпийских игр в Амстердаме в зачёте восьмёрок, победитель и призёр многих студенческих регат. Также известен как инвестиционный банкир, один из владельцев футбольного клуба «Окленд Рэйдерс».

## Биография
Дональд Блессинг родился 26 декабря 1905 года в городе Холлистер, штат Калифорния.
Занимался академической греблей во время учёбы в Калифорнийском университете в Беркли, состоял в местной гребной команде «Калифорния Голден Беарс», в качестве рулевого неоднократно принимал участие в различных студенческих регатах, в частности в 1928 году выиграл чемпионат Межуниверситетской гребной ассоциации (IRA).
Наивысшего успеха в гребле на международном уровне добился в сезоне 1928 года, когда вошёл в основной состав американской национальной сборной и благодаря череде удачных выступлений удостоился права защищать честь страны на летних Олимпийских играх в Амстердаме. В распашных восьмёрках благополучно преодолел все предварительные этапы и в решающем финальном заезде более чем на две секунды опередил главных конкурентов британцев — тем самым завоевал золотую олимпийскую медаль.
Впоследствии Блессинг стал достаточно известным инвестиционным банкиром в Пидмонте и Бельведере, Калифорния. Активно инвестировал в Американскую футбольную лигу, был одним из восьми миноритарных акционеров основанного в 1960 году клуба «Окленд Рэйдерс».
Умер 4 июля 2000 года в городе Тибурон, штат Калифорния, в возрасте 94 лет.